# Лесное Уколово (Белгородская область)
Лесное Уколово — село Красненского района Белгородской области России. Административный центр Лесноуколовского сельского поселения.

## География
Расположено на границе с Воронежской областью в 10 км к востоку от села Красное, в 160 км от Белгорода и в 115 км к юго-юго-западу от Воронежа. Находится на водоразделе бассейнов Потудани и Тихой Сосны.

## История
Происхождение названия села объяснено в «настольной и дорожной книге для русских людей» «Россия…» (т. 2. СПб, 1902): "С Потудани к реке Тихой Сосне (к Бирючу и Острогожску) шла громадная лесная площадь, называемая Куколовом; следы её названия сохранились и доныне в именах селений Старого, Нового и Лесного Уколова, лесная площадь эта отчасти существует и теперь в виде значительных островов леса между Бирючом и Острогожском ".
Название «Уколово» встречается на картах-схемах XVII века. «Как село с церковью Лесное Уколово известно с 1730 года; оно иногда называлось просто Уколово». Каменная Рождественская церковь, построенная в селе в 1830 г., — краса и гордость не только Лесное Уколово, но и всего Белогорья… Перепись 1859 года насчитала в с. Лесное Уколово 219 дворов и 1625 жителей (793 муж., 832 жен.). В начале 1880-х гг. в селе было уже более двух с половиной тысяч крестьян, 356 дворов, 2348 десятин земли плюс 522 десятины леса.

## Население
| 2002 | 2010 |
| ---- | ---- |
| 956  | ↘864 |

## Транспорт
Через село проходит автодорога Острогожск — Короча. Имеется остановка общественного транспорта «Лесное Уколово».
Ближайшая ж.-д. станция Острогожск (на линии Лиски — Валуйки) находится в 20 км к юго-востоку от села.